# Posener Beamten Ruderverein
Posener Beamten Ruderverein – nieistniejące towarzystwo wioślarskie założone w Poznaniu w 1894. Był to pierwszy klub wioślarski w mieście. Miał barwy niebiesko-białe.
Członkami byli głównie urzędnicy niemieccy, nauczyciele, lekarze, prawnicy i oficerowie. W 1900 miał 40 członków. Prezesem był H. Seidenstücken. Towarzystwo organizowało wycieczki krajoznawcze, m.in. Wartą do Śremu lub Obornik. W 1901 klub został zaproszony na ogólnoniemieckie regaty w Berlinie-Grünau (wraz z Posener Ruderverein Preußen). W 1902 PBR przystąpiło do Posener Ruderverein „Germania”, który powstał z połączenia wszystkich poznańskich klubów wioślarskich z wyjątkiem Ruderclub Neptun.